# Цвіткове (Василівський район)
Цвітко́ве — село в Україні, у Благовіщенській сільській громаді Василівського району Запорізької області. Населення становить 96 осіб. До 2020 року орган місцевого самоврядування — Новодніпровська сільська рада.

## Географія
Село Цвіткове розташоване за 1,5 км від села Гуртове. Відстань до обласного центру — 106 км, районного центру — 53 км. Найближча залізнична станція Енергодар (за 29 км).

## Історія
Село засноване 1920 року.
12 червня 2020 року Новодніпровська сільська рада, в ході децентралізації, об'єднана з Благовіщенською сільською громадою.
17 липня 2020 року, в результаті адміністративно-територіальної реформи та ліквідації Кам'янсько-Дніпровського району, село увійшло до складу Василівського району.